# Ніндзяґо: Повстання драконів
«Ніндзяґо: Повстання драконів», або «Ніндзяґо: Зліт драконів» (англ. «Ninjago: Dragons Rising») — канадсько-данський анімаційний серіал, що заснований на серії конструкторів LEGO. Серіал є сиквелом «Ніндзяґо: Майстри Спінджицу» (2011—2022).
Прем'єра першої половини першого сезону відбулася на «Netflix» 1 червня 2023 року, а другої — 12 жовтня 2023 року. Другий сезон вийшов на «Netflix» 4 квітня (перша половина) і 3 жовтня (друга половина) 2024 року, при цьому друга половина була також опублікована на сервісі «Peacock» 25 липня, після чого видалена на наступний день[неякісне джерело]. Прем'єра третього сезону відбулася 17 квітня 2025 року на «Netflix», вихід другої половини сезону заплановано на 4 вересня 2025 року.

## Сюжет
«Лиходії хочуть принести драконів у жертву заради своїх зловісних планів. Двоє підлітків із різних світів намагаються зупинити їх за допомогою своїх нових здібностей» — офіційний синопсис

### Перший сезон (2023)
Явище, знане як «Злиття», поєднує Ніндзяґо з рештою шістнадцяти світів, створюючи нові загрози та викликаючи хаотичні злиттєтруси. Через декілька років фанат ніндзя, на ім'я Ерін вирішує продовжити їхню справу після того, як ніндзя зникли в ході Злиття. З подругою Сорою він розшукує своїх батьків і виявляє маску Ллойда. Вони рятують малого дракона Райю з тоталітарного міста Імперіум, батьківщини Сори. Як невдовзі з'ясовується, дракони посилюють магію ніндзя. Пізніше Ллойду вдається повернутися і він починає тренувати Райю, Еріна та Сору, щоб завадити імператриці Беатрікс використати інших драконів для завоювання світу.
Ніндзя, успішно врятувавши драконів, які опинилися в пастці Імперіуму, вирушили на місію, щоб знайти три Ядра драконів, потужні артефакти, які можуть зупинити злиттєтруси. Вони розділилися на три команди: Ллойд і Ерін; Нія і Сора; Кай і Вайлдфайр. Разом вони шукають Ядра в об'єднаних царствах, знаходячи нових членів своєї команди, нових істот і навіть нових майстрів стихій. Імператриці Беатрікс, правительці Імперіуму, вдається викрасти Ядра драконів, щоб створити потужну зброю і назавжди перемогти ніндзя.

### Другий сезон (2024)
Ллойд починає мати жахливі видіння Кривавого Місяця та шукає допомоги у Драконів Джерела. Його та ніндзя ведуть до Егальта та Ронту, двох майстрів драконів, які можуть навчити ніндзя спеціальній техніці під назвою «Підйом дракона». Глибоко в Дикому просторі лорд Рас знову збирає стародавній клан воїнів, відомий як Клан Вовка, і відроджує темну та зіпсовану форму Спінджицу, відому як Шаттерспін. Клан Вовка готується до ритуалу на Кривавий Місяць, який незабаром наближається, щоб звільнити з ув'язнення стародавню групу злих майстрів стихій, відомих як Заборонена п'ятірка.
Коли трьох Драконів Арк таємничим чином вбивають за їхні корони з рогів, ніндзя повинен взяти участь у Турнірі Джерел, щоб знайти винуватця. Тим часом Ерін починає задаватися питанням про своє становище в ніндзя після того, як йому розповідає Рас про особу, відповідальну за Злиття і зникнення батьків Еріна.

## Список серій
| Сезон | Сезон | Серій | Серій          | Прем'єра       |
| ----- | ----- | ----- | -------------- | -------------- |
|       | 1     | 20    | 10             | 1 червня 2023  |
| 10    | 1     | 20    | 12 жовтня 2023 |                |
|       | 2     | 20    | 10             | 4 квітня 2024  |
| 10    | 2     | 20    | 3 жовтня 2024  |                |
|       | 3     | 20    | 10             | 17 квітня 2025 |
| 10    | 3     | 20    | 4 вересня 2025 |                |

### Перший сезон (2023)[3]
| Частина 1 |    |                                                                 |              |                        |                |                   |
| 1 | 1  | «Злиття. Частина 1» «The Merge: Part 1»                         | Даніель Іфі  | Кевін Берк і Кріс Ваят | 1 червня 2023  | 16 жовтня 2023    |
| Загадкова подія, яку назвали «Злиттям», охоплює всесвіт. Ніндзя-початківець разом із кмітливою інженеркою шукають свій шлях у новому й незнайомому світі.                    |    |                                                                 |              |                        |                |                   |
| 2 | 2  | «Злиття. Частина 2» «The Merge: Part 2»                         | Шейн Поеткер | Кевін Берк і Кріс Ваят | 1 червня 2023  | 17 жовтня 2023    |
| Ерін і Сора розкривають у собі нові здібності, завдяки яким вони можуть протистояти мисливцям на драконів. Чи навчить їх Зелений ніндзя користуватися цим даром?             |    |                                                                 |              |                        |                |                   |
| 3 | 3  | «Карнавал у місті» «Crossroads Carnival»                        | Даніель Іфі  | Хана Лі Кук            | 1 червня 2023  | 18 жовтня 2023    |
| У день тренування Ерін і Сора тікають із монастиря, щоб відвідати карнавал та перевірити свої здібності, розкривши лиху змову.                                               |    |                                                                 |              |                        |                |                   |
| 4 | 4  | «За межами безумства» «Beyond Madness»                          | Шейн Поеткер | Кевін Берк і Кріс Ваят | 1 червня 2023  | 19 жовтня 2023    |
| Дирижабль «Баунті» повертається без капітана. Ерін, Сора та Ллойд намагаються дізнатися, що трапилося з Каєм. Це пастка… чи щось гірше?                                      |    |                                                                 |              |                        |                |                   |
| 5 | 5  | «Творці долі» «Writers of Destiny»                              | Даніель Іфі  | Кевін Берк і Кріс Ваят | 1 червня 2023  | 20 жовтня 2023    |
| Щоб урятувати Хмарне Царство, ніндзі повинні разом відправити жахливого монстра з мацаками туди, звідки він з’явився, а також швидко зупинити злиттєтрус.                    |    |                                                                 |              |                        |                |                   |
| 6 | 6  | «Повернення до Імперіуму» «Return to Imperium»                  | Шейн Поеткер | Ліз Хара               | 1 червня 2023  | 23 жовтня 2023    |
| Ніндзі зустрічають рівносильного суперника — Фотака, високотехнологічного звіра, якого неможливо знищити. Сора вважає, що лише подорож до Імперіуму допоможе його перемогти. |    |                                                                 |              |                        |                |                   |
| 7 | 7  | «Просто звірі» «Mindless Beasts»                                | Даніель Іфі  | Юджин Сон              | 1 червня 2023  | 24 жовтня 2023    |
| В Імперіумі Ерін навчає команду молодих борців зі злочинністю. Сора протистоїть лиходію зі свого минулого. Ллойд звільняє з в’язниці майстра стихії.                         |    |                                                                 |              |                        |                |                   |
| 8 | 8  | «Я стану небезпекою» «I Will Be the Danger»                     | Шейн Поеткер | Кевін Берк і Кріс Ваят | 1 червня 2023  | 25 жовтня 2023    |
| Щоб витягнути драконів з Імперіуму, ніндзям доведеться наполегливо працювати, швидко думати та знайти рішення! Якщо монстри не випередять їх.                                |    |                                                                 |              |                        |                |                   |
| 9 | 9  | «Внутрішній спокій» «The Calm Inside»                           | Даніель Іфі  | Кевін Берк і Кріс Ваят | 1 червня 2023  | 26 жовтня 2023    |
| Зламавши систему Імперіуму, Сора намагається знайти Раю. Нія та Кай досліджують загадковий прохід. Ллойд очолює бій проти армії технозвірів.                                 |    |                                                                 |              |                        |                |                   |
| 10 | 10 | «Битва за другий монастир» «The Battle of the Second Monastery» | Шейн Поеткер | Кевін Берк і Кріс Ваят | 1 червня 2023  | 27 жовтня 2023    |
| Ніндзі не здаються! Нія, Кай і Зейн стають новою надією в битві проти Імперіуму, а Ллойд розкриває таємницю, поховану глибоко під містом.                                    |    |                                                                 |              |                        |                |                   |
| Частина 2 |    |                                                                 |              |                        |                |                   |
| 11 | 11 | «Шлях до храму» «The Temple of the Dragon Cores»                | Даніель Іфі  | Кевін Берк і Кріс Ваят | 12 жовтня 2023 | 30 жовтня 2023    |
| Щоб зупинити злиттєтруси, ніндзі вирушають у храм Ядер драконів, де намагаються дізнатися більше про «Коалесценцію».                                                         |    |                                                                 |              |                        |                |                   |
| 12 | 12 | «Морські банди» «Gangs of the Sea»                              | Шейн Поеткер | Юджин Сон              | 12 жовтня 2023 | 31 жовтня 2023    |
| Коли ніндзі розділяються, щоб знайти три Ядра драконів, Ерін і Ллойд беруть аеростат. Невдовзі їм доводиться звернутися по допомогу до фермерів, які вирощують водорості.    |    |                                                                 |              |                        |                |                   |
| 13 | 13 | «Дико недоречно» «Wyldly Inappropriate»                         | Даніель Іфі  | Ліз Хара               | 12 жовтня 2023 | 1 листопада 2023  |
| Пан Фрохікі й Зейн вирушають на пошуки вайконієвої котушки. Витівки Вайлдфаєр ускладнюють пошуки Ядра дракона.                                                               |    |                                                                 |              |                        |                |                   |
| 14 | 14 | «Останній джинн» «The Last Djinn»                               | Шейн Поеткер | Хана Лі Кук            | 12 жовтня 2023 | 2 листопада 2023  |
| Пошукове каміння Нії приводить її та Сору до того, чого вони не шукали. Пан Фрохікі, помічник намісника Зейна, усе робить неправильно.                                       |    |                                                                 |              |                        |                |                   |
| 15 | 15 | «Це називається долею» «They Call It Doom»                      | Даніель Іфі  | Кевін Берк і Кріс Ваят | 12 жовтня 2023 |                   |
| Сора й Нія шукають Ядро дракона за допомогою чарівного компаса. Ерін і Ллойд проходять випробування в Материнському саді. Вайлдфаєр і Кай грають у гру.                      |    |                                                                 |              |                        |                |                   |
| 16 | 16 | «Земля втрачених речей» «Land of Lost Things»                   | Шейн Поеткер | Ґлен Лакін             | 12 жовтня 2023 | 6 листопада 2023  |
| У Землі втрачених речей Нія натрапляє на старого друга, а Сора шукає альтернативне джерело енергії, щоб відлякати монстра Шматяра.                                           |    |                                                                 |              |                        |                |                   |
| 17 | 17 | «Управління» «The Administration»                               | Даніель Іфі  | Юджин Сон              | 12 жовтня 2023 | 7 листопада 2023  |
| Ллойд і Ерін прибувають до Адміністрації, де вони дізнаються, що Ядро дракона незабаром знищать. Їм необхідно діяти швидко… і правильно заповнити документи.                 |    |                                                                 |              |                        |                |                   |
| 18 | 18 | «Абсолютна влада» «Absolute Power»                              | Шейн Поеткер | Хана Лі Кук            | 12 жовтня 2023 | 8 листопада 2023  |
| Ніндзі намагаються вигадати спосіб обійти енергетичний бар’єр Імперіуму, а Імператриця Беатрікс перевіряє смертельну зброю, яка працює на викрадених Ядрах дракона.          |    |                                                                 |              |                        |                |                   |
| 19 | 19 | «Ми дракони» «We Are All Dragons»                               | Даніель Іфі  | Ліз Хара               | 12 жовтня 2023 | 9 листопада 2023  |
| Щоб розповісти наївним жителям Імперіуму про неправильне поводження Імператриці Беатрікс із драконами, ніндзям знадобиться допомога зсередини.                               |    |                                                                 |              |                        |                |                   |
| 20 | 20 | «Внутрішня сила» «The Power Within»                             | Шейн Поеткер | Кевін Берк і Кріс Ваят | 12 жовтня 2023 | 10 листопада 2023 |
| Через гнів Імператриці Беатрікс злиттєтруси штовхають світ на межу. Щоб урятувати всіх, ніндзі об’єднують зусилля.                                                           |    |                                                                 |              |                        |                |                   |

### Другий сезон (2024)
| Частина 1 |    |                                                        |                         |                        |               |                |
| 21 | 1  | «Кривавий місяць» «The Blood Moon»                     | Даніель Іфі             | Кевін Берк і Кріс Ваят | 4 квітня 2024 | 24 червня 2024 |
| Знову в розпалі подій, ніндзя, включаючи нових членів Ерін, Сора, Вайлдфайр і більший Рію, захищають місто Ніндзяго та Перехрестя від щоденних загроз. Новий Майстер стихій на ім’я Сіндер з’являється разом із армією лиходіїв у Wolf Masks. Видіння Ллойда попереджають його про Кривавий місяць і страшне майбутнє. Тим часом Рас і Джордана відкривають нову загрозу Об’єднаним землям.                                                         |    |                                                        |                         |                        |               |                |
| 22 | 2  | «Зруйновані мрії» «Shattered Dreams»                   | Алан Фан і Шейн Поеткер | Ліз Хара               | 4 квітня 2024 | 25 червня 2024 |
| Після зустрічі з Сіндер ніндзя відстежує інформацію про вкрадений молоток. Поранена Євфрасія приходить до монастиря по допомогу, а ніндзя повертається з Майстром стихій Вітру, щоб захистити Королівство Хмар від Раса та його нової Армії Маски Вовка. Рас використовує Гонг Розбивання, щоб посилити Вовчі Маски та Золу, який використовує нову темну техніку, щоб перемогти ніндзя.                                                            |    |                                                        |                         |                        |               |                |
| 23 | 3  | «За печерою омани» «Beyond the Phantasm Cave»          | Даніель Іфі             | Таня Юсон              | 3 квітня 2024 | 26 червня 2024 |
| Похитнувшись від поразки в Хмарному Королівстві, Ллойд звертається до Драконів Джерела та отримує видіння, яке спонукає ніндзя вирушити в подорож, щоб знайти прихованого Майстра-відлюдника, здатного боротися з цією новою, злою формою Кружитцу, Шаттерспін. Тим часом Рас перетворює Хмарне Королівство на свою нову плавучу базу та шукає останній компонент ритуалу, щоб звільнити Заборонену п'ятірку.                                       |    |                                                        |                         |                        |               |                |
| 24 | 4  | «Сила зі сходу» «Force From the East»                  | Алан Фан і Шейн Поеткер | Хана Лі Кук            | 4 квітня 2024 | 27 червня 2024 |
| Ніндзя проходять останнє випробування в пошуках Майстра-відлюдника, здатного битися з Шаттерспіном, і дізнаються, що їхні нові вчителі — двоє воїнів-драконів. Майстри Драконів неохоче погоджуються навчити ніндзя. Тим часом Рас і армія Маски Вовка атакують Шукачів у Країні Загублених речей. Коул вчасно повертається, щоб захистити Бонзла від Раса та його злих планів щодо юного Шукача.                                                   |    |                                                        |                         |                        |               |                |
| 25 | 5  | «Закляття біля водоспаду» «The Spell at the Waterfall» | Даніель Іфі             | Кевін Берк і Кріс Ваят | 4 квітня 2024 | 28 червня 2024 |
| Ллойд, Ерін, Кай і Нія тренуються під керівництвом Егалта, щоб навчитися техніці повстання дракона, у той час як Сора та Рію вчаться Кружитцу від Ронту, а поранений Вайлдфайр спостерігає збоку. Коул і Шукачі прибувають до монастиря і за допомогою Зейна відбиваються від масок вовка. Вони дізнаються таємне походження Бонзл і винаходять спосіб захистити її від Раса, перш ніж він зможе використати її, щоб звільнити Заборонену п'ятірку. |    |                                                        |                         |                        |               |                |
| 26 | 6  | «Шлях до Містеріума» «To Mysterium»                    | Шейн Поеткер            | Юджин Сон              | 4 квітня 2024 | 1 липня 2024   |
| Залишивши Шукачів позаду, Коул приєднується до Зейна та Бонзла у подорожі до Містеріуму, колишнього царства магії та країни походження Бонзла. Вони проходять через багато небезпек лише для того, щоб потрапити в пастку старого ворога. Тим часом ніндзя намагаються вивчити техніку повстання дракона. Ронту бачить потенціал у Сорі та молодому Рію, а розчарування Еріна заважає його навчанню.                                                |    |                                                        |                         |                        |               |                |
| 27 | 7  | «Втікачі від божевілля» «Fugitives From Madness»       | Даніель Іфі             | Кевін Берк і Кріс Ваят | 4 квітня 2024 | 2 липня 2024   |
| Бонцл возз'єднується зі своїм творцем, Чарівницею, у таємничому дублікаті монастиря Спінджитцу. Їхнє повне сліз возз'єднання переривається прибуттям агентів Адміністрації, щоб конфіскувати та звільнити Зейна. Тим часом Нія допомагає Каю досягти техніки «Повстання Дракона» саме тоді, коли сходить Кривавий Місяць, скорочуючи навчання ніндзя.                                                                                               |    |                                                        |                         |                        |               |                |
| 28 | 8  | «Таємниці Диких Земель» «Secrets of the Wyldness»      | Шейн Поеткер            | Ліз Хара               | 4 квітня 2024 | 3 липня 2024   |
| Коли Володарі Драконів перетворені на камінь, видіння Ллойда ведуть ніндзя до Дикості до завершення навчання. Тим часом Коул і Зейн борються з Адміністрацією, дозволяючи Бонзлу, Спрайту та Чарівниці втекти повз агента Джея Вокера, колишнього ніндзя! Вони знову об'єднуються в Дикому просторі та пробираються повз солдатів Маски Вовка до потенційного безпечного місця, коли «Баунті» прибуває та розбивається.                             |    |                                                        |                         |                        |               |                |
| 29 | 9  | «Ліс духів» «The Forest of Spirits»                    | Даніель Іфі             | Кевін Берк і Кріс Ваят | 4 квітня 2024 | 4 липня 2024   |
| Рас наказує знищити Хмарне Королівство та готує ритуал Кривавого Місяця, коли Кай, Вайлдфайр і Сора перемагають солдатів Маски Вовка та проникають у Тіньове Додзьо. Коул, Зейн і Чарівниця експериментують із магією, щоб втекти зі Сховища заклинань і поспішити до Хмарного Королівства, куди, як вони вважають, потрапив Бонцл. Ерін і Рію перетинаються з Джорданою лише для того, щоб зіткнутися з більшим ворогом.                           |    |                                                        |                         |                        |               |                |
| 30 | 10 | «Висхідні ніндзя» «Rising Ninja»                       | Шейн Поеткер            | Кевін Берк і Кріс Ваят | 4 квітня 2024 | 5 липня 2024   |
| Зійшовши до Тіньового додзьо, щоб зупинити Кривавий Місячний Ритуал Раса, Кай, Сора та Вайлдфайр рятують жертви, а Коул, Зейн і Чарівниця звільняють Хмарне Королівство за допомогою Євфрасії. Ллойд, Нія, Рію й Ерін, щойно після поразки, прибувають, коли Джордана використовує Бонзла, щоб звільнити першого із Забороненої п'ятірки. Ніндзя використовує техніку Повстання драконів за значну ціну.                                            |    |                                                        |                         |                        |               |                |
| Частина 2 |    |                                                        |                         |                        |               |                |
| 31 | 11 | «Форма руху» «The Shape of Motion»                     | Даніель Іфі             | Кевін Берк і Кріс Ваят | 3 жовтня 2024 | 9 грудня 2024  |
| Місія в Країні Безумства, щоб знайти своїх батьків, приводить Еріна до тяжко пораненого Матріарха Гірських Драконів. Коли мати племені Рію падає від отриманих травм, ніндзя мчить її потомство назад до гнізда та стикається зі старим ворогом. Ніндзя повинен розкрити вбивство Матріарха та прийняти нову місію від Джерела Дракона Руху, щоб визначити, хто вкрав роги Матріарха — і чому.                                                      |    |                                                        |                         |                        |               |                |
| 32 | 12 | «Вхід у місто храмів» «Enter the City of Temples»      | Шейн Поеткер            | Ліз Хара               | 3 жовтня 2024 | 10 грудня 2024 |
| Ніндзя досягають воріт Турніру Джерел, щоб дізнатися, що їх не запросили. Щоб увірватися в Місто Храмів, вони повинні піднятися на плато, досягаючи неможливих висот і битися з високотехнологічними силами безпеки, щоб опинитися в центрі церемонії відкриття. Тим часом Кай і Бонцл уникають забороненої п'ятірки, яка залишилася, намагаючись втекти з Пустоті.                                                                                 |    |                                                        |                         |                        |               |                |
| 33 | 13 | «Вони збираються на свято» «They Gather for the Feast» | Даніель Іфі             | Кевін Берк і Кріс Ваят | 3 жовтня 2024 | 11 грудня 2024 |
| Отримавши запрошення на Турнір джерел, ніндзя відвідує бенкет для Майстрів стихій із дружніми обличчями та старими ворогами, а Ллойд протистоїть знайомому обличчю зі свого бачення. Пізніше тієї ночі він стає мішенню для замаху. Тим часом Ерін знову зустрічається з другом і дізнається, що він успадкував Силу стихій, про яку вони обидва колись мріяли.                                                                                     |    |                                                        |                         |                        |               |                |
| 34 | 14 | «В лабіринті» «Inside the Maze»                        | Шейн Поеткер            | Юджин Сон              | 3 жовтня 2024 | 12 грудня 2024 |
| Ніндзя готуються до Турніру Джерел. Ерін продовжує розслідування зниклих рогів, але знаходить час для Фрака, якого Сора підозрює, що працює на Раса. У першому матчі Нія протистоять Джею, який все ще не пам'ятає свого минулого. Вона повинна вибрати між почуттями до Джея та місією ніндзя. Тим часом Кай і Бонцл виявляють зв'язок із Рію за межами Пустоту.                                                                                   |    |                                                        |                         |                        |               |                |
| 35 | 15 | «Падіння в єдності» «United We Fall»                   | Даніель Іфі             | Таня Юсон              | 3 жовтня 2024 | 13 грудня 2024 |
| у своєму матчі проти Сіндер характер Вайлдфайр є проблемою на арені та поза нею. Щоб залишитися в Турнірі, ніндзя посилаються на давнє правило, яке вимагає від них змагатися в перегонах за межами Темпл-Сіті. В іншому місці Рію слідує за голосом Кая та веде Ерін до протистояння з Расом. |    |                                                        |                         |                        |               |                |
| 36 | 16 | «Правда і брехня» «Truth and Lies»                     | Шейн Поеткер            | Кевін Берк і Кріс Ваят | 3 жовтня 2024 | 16 грудня 2024 |
| Ерін бореться зі звинуваченням Раса в тому, що майстер Ву спричинив злиття, тоді як ніндзя завершили перегони Храму та виграли свій шлях назад у Турнір. У наступному раунді ігор команда Раса не відстає від ніндзя, оскільки Ерін стикається з Сорою щодо секрету перед її матчем проти Сіндер. Невгамовний Коул знаходить знайоме видовище і нову таємницю.                                                                                      |    |                                                        |                         |                        |               |                |
| 37 | 17 | «Меч розбивається» «The Sword Shatters»                | Даніель Іфі             | Глен Лакін             | 3 жовтня 2024 | 17 грудня 2024 |
| Розслідування Еріна щодо зниклих рогів приводить його до нового підозрюваного, а Ллойд готується до бою проти Зеатрікс, передбаченого його видіннями. |    |                                                        |                         |                        |               |                |
| 38 | 18 | «Підказки і підозрювані» «Clues and Suspects»          | Шейн Поеткер            | Ліз Хара               | 3 жовтня 2024 | 18 грудня 2024 |
| Робі та Блект відвідують пораненого Ллойда, щоб завершити передачу здібностей Зітрікс; Ерін зв'язує Блекта з підказкою у своєму розслідуванні та слідує за ним до секретного офісу, де Вайлдфайр має ідею розкрити його плани. |    |                                                        |                         |                        |               |                |
| 39 | 19 | «Фінальна гра» «The Final Game»                        | Даніель Іфі             | Юджин Сон              | 3 жовтня 2024 | 19 грудня 2024 |
| Ерін дізнається жахливу таємницю про Злиття та протистоїть Ллойду, а Коул залишається, щоб захистити роги дракона. Сора зіткнувся з Ноктом, і Вайлдфайр запізнився, щоб зупинити маніпуляції в іграх. |    |                                                        |                         |                        |               |                |
| 40 | 20 | «Стихія зради» «Elements of Betrayal»                  | Шейн Поеткер            | Кевін Берк і Кріс Ваят | 3 жовтня 2024 | 20 грудня 2024 |
| Ерін, Зейн і Коул роблять шокуюче відкриття в монастирі Ворот, коли вони захищають Роги Дракона. Позбавлені влади Майстри стихій вступають у зіткнення з армією Маски Вовка, але зрада трясе обидві сторони. |    |                                                        |                         |                        |               |                |

### Третій сезон (2025)
| Частина 1 |    |                                                                         |              |                        |                |
| 41        | 1  | «Зниклі безвісти» «The Missing»                                         | Даніель Іфі  | Кевін Берк і Кріс Ваят | 17 квітня 2025 |
| 42        | 2  | «Найвищий об'єкт захоплення» «The Ultimate Object of Admiration»        | Шейн Поеткер | Ліз Хара               | 17 квітня 2025 |
| 43        | 3  | «Примарні землі» «The Spectral Lands»                                   | Даніель Іфі  | Хана Лі Кук            | 17 квітня 2025 |
| 44        | 4  | «Велике пограбування Зейна» «The Great Zane Robbery»                    | Шейн Поеткер | Юджин Сон              | 17 квітня 2025 |
| 45        | 5  | «Я один можу врятувати їх» «I Alone Can Save Them»                      | Даніель Іфі  | Кевін Берк і Кріс Ваят | 17 квітня 2025 |
| 46        | 6  | «Загиблі бажання» «Fallen Wishes»                                       | Шейн Поеткер | Ліз Хара               | 17 квітня 2025 |
| 47        | 7  | «Прохання Їх Драконічної Величності» «Their Draconic Majesty's Request» | Даніель Іфі  | Юджин Сон              | 17 квітня 2025 |
| 48        | 8  | «Розбій разом» «Crashing Together»                                      | Шейн Поеткер | Глен Лакін             | 17 квітня 2025 |
| 49        | 9  | «Звільнений хаос» «Chaos Unchained»                                     | Даніель Іфі  | Кевін Берк і Кріс Ваят | 17 квітня 2025 |
| 50        | 10 | «Дракон Шатер» «The Shatter Dragon»                                     | Шейн Поеткер | Кевін Берк і Кріс Ваят | 17 квітня 2025 |
| Частина 2 |    |                                                                         |              |                        |                |
| 51        | 11 | «Порожнисті» «The Hollow Ones»                                          | Даніель Іфі  | Кевін Берк і Кріс Ваят | 4 вересня 2025 |
| 52        | 12 | «Людські ресурси» «Human Resources»                                     | Шейн Поеткер | Ліз Хара               | 4 вересня 2025 |
| 53        | 13 | «Між тобою та Лі» «Between You and Lee»                                 | Даніель Іфі  | Юджин Сон              | 4 вересня 2025 |
| 54        | 14 | «Скринька з кістками» «Casket of Bones»                                 | Шейн Поеткер | Кевін Берк і Кріс Ваят | 4 вересня 2025 |
| 55        | 15 | «Земля, що кричить» «The Screaming Earth»                               | Даніель Іфі  | Глен Лакін             | 4 вересня 2025 |
| 56        | 16 | «Під світлом механічного місяця» «Under the Light of a Mechanical Moon» | Шейн Поеткер | Кевін Берк і Кріс Ваят | 4 вересня 2025 |
| 57        | 17 | «Сховище фокусу» «The Vault of Focus»                                   | Даніель Іфі  | Юджин Сон              | 4 вересня 2025 |
| 58        | 18 | «По кому дзвонить дзвін» «For Whom the Bell Tolls»                      | Шейн Поеткер | Ліз Хара               | 4 вересня 2025 |
| 59        | 19 | «Коли плачуть голуби» «When Doves Cry»                                  | Даніель Іфі  | Кевін Берк і Кріс Ваят | 4 вересня 2025 |
| 60        | 20 | «Панує хаос» «Chaos Reigns»                                             | Даніель Іфі  | Кевін Берк і Кріс Ваят | 4 вересня 2025 |

## Мініепізоди
| Мінісеріал | Мінісеріал                   | Серій | Прем'єра       | Прем'єра       |
| Мінісеріал | Мінісеріал                   | Серій | Перша серія    | Остання серія  |
| ---------- | ---------------------------- | ----- | -------------- | -------------- |
|            | Стихійні мехи                | 3     | 6 січня 2024   | 12 січня 2024  |
|            | Повернення до Дикості        | 4     | 8 липня 2024   | 8 липня 2024   |
|            | Історії Вайлдфайр            | 8     | 8 липня 2024   | 8 липня 2024   |
|            | Голосові записи Вайлдфайр    | 8     | 8 липня 2024   | 8 липня 2024   |
|            | Легенди Ніндзяґо: Чудовисько | 3     | 15 червня 2025 | 15 червня 2025 |
|            | Жахлива подорож Кая          | 3     | 31 липня 2025  | 15 серпня 2025 |

### Стихійні мехи (2024)
Серія мініепізодів, події яких відбуваються між першим та другим сезоном. Вихід був пов'язаний до виходу нових наборів конструктору LEGO.
| № серії | Назва серії                          | Режисер(и)     | Сценарист(и)           | Оригінальна дата показу |
| --- | ------------------------------------ | -------------- | ---------------------- | ----------------------- |
| 1 | «Що таке мех?» «What the Mech?»      | Шон Ґаллі      | Кевін Берк і Кріс Ваят | 6 січня 2024            |
| Коулу потрібна допомога, оскільки в Ніндзяго прибула партія небезпечних предметів. Після того, як ніндзя прибуває на звалище, Лоббо помилково поглинає енергію від електричного пристрою, від чого він зростає в розмірах і демонструє сильний гнів. У той час як інші ніндзя борються з Лоббо, Сора використовує хроносталь, щоб зробити механізмів для Коула, Кая та себе. Вони використовують механізми, щоб утримувати Лоббо, а Сора намагається витягти з нього силу |                                      |                |                        |                         |
| 2 | «Майстер меху» «The Mech Master»     | Шон Ґаллі      | Кевін Берк і Кріс Ваят | 9 січня 2024            |
| Коли гонщики на іподромі починають готуватися, їхні механізми раптово вимикаються від пристрою Механіка. Той використовує інший пристрій для захоплення мехів. Ніндзя повинні негайно втрутитися. |                                      |                |                        |                         |
| 3 | «Біль в меху!» «A Pain in the Mech!» | Джоел Салейсей | Кевін Берк і Кріс Ваят | 12 січня 2024           |
| Ллойд вимагає пояснень від Кая, Коула, Ерін та Сори, які разом із Рію були вкриті локшиною, коли вони мали повернутися кілька годин тому після обіду. Все це через напад Крижаних драконів на місто… |                                      |                |                        |                         |

### Повернення до дикості (2024)
Друга серія канонічних мініепізодів, що була випущена у 2024 році, події яких відбуваються між першою і другою половиною другого сезону.
| № серії | Назва серії             | Режисер(и)     | Сценарист(и)           | Оригінальна дата показу |
| ------- | ----------------------- | -------------- | ---------------------- | ----------------------- |
| 1       | «Queen of RAGE!»        | Буде визначено | Кевін Берк і Кріс Ваят | 8 липня 2024            |
| 2       | «Into the lava!»        | Буде визначено | Кевін Берк і Кріс Ваят | 8 липня 2024            |
| 3       | «A maze of reflections» | Буде визначено | Кевін Берк і Кріс Ваят | 8 липня 2024            |
| 4       | «Time to get Red»       | Буде визначено | Кевін Берк і Кріс Ваят | 8 липня 2024            |

### Історії Вайлдфайр (2024)
Третя серія канонічних мініепізодів, що була випущена у 2024 році, події яких відбуваються між першою і другою половиною другого сезону.
| № серії | Назва серії                                 | Режисер(и)     | Сценарист(и)           | Оригінальна дата показу |
| ------- | ------------------------------------------- | -------------- | ---------------------- | ----------------------- |
| 1       | «My Camera Roll»                            | Буде визначено | Кевін Берк і Кріс Ваят | 8 липня 2024            |
| 2       | «Draw With Me»                              | Буде визначено | Кевін Берк і Кріс Ваят | 8 липня 2024            |
| 3       | «3 Things I Wish I Knew About Dragon Eggs!» | Буде визначено | Кевін Берк і Кріс Ваят | 8 липня 2024            |
| 4       | «Dragon Translator»                         | Буде визначено | Кевін Берк і Кріс Ваят | 8 липня 2024            |
| 5       | «An App to Track Feelings»                  | Буде визначено | Кевін Берк і Кріс Ваят | 8 липня 2024            |
| 6       | «Meditation or Meltdown»                    | Буде визначено | Кевін Берк і Кріс Ваят | 8 липня 2024            |
| 7       | «Bye-bye Bone»                              | Буде визначено | Кевін Берк і Кріс Ваят | 8 липня 2024            |
| 8       | «Lessons I Learned in the Wyldness»         | Буде визначено | Кевін Берк і Кріс Ваят | 8 липня 2024            |

### Голосові записи Вайлдфайр (2024)
Четверта серія канонічних мініепізодів, що була випущена у 2024 році, події яких відбуваються між першою і другою половиною другого сезону.
| № серії | Назва серії           | Режисер(и)     | Сценарист(и)           | Оригінальна дата показу |
| ------- | --------------------- | -------------- | ---------------------- | ----------------------- |
| 1       | «Why am I doing this» | Буде визначено | Кевін Берк і Кріс Ваят | 8 липня 2024            |
| 2       | «So what now?»        | Буде визначено | Кевін Берк і Кріс Ваят | 8 липня 2024            |
| 3       | «I AM RAGE»           | Буде визначено | Кевін Берк і Кріс Ваят | 8 липня 2024            |
| 4       | «Desperate measures»  | Буде визначено | Кевін Берк і Кріс Ваят | 8 липня 2024            |
| 5       | «Big news!»           | Буде визначено | Кевін Берк і Кріс Ваят | 8 липня 2024            |
| 6       | «Who am I?»           | Буде визначено | Кевін Берк і Кріс Ваят | 8 липня 2024            |
| 7       | «Finding Wyldfyre»    | Буде визначено | Кевін Берк і Кріс Ваят | 8 липня 2024            |
| 8       | «Ready to return!»    | Буде визначено | Кевін Берк і Кріс Ваят | 8 липня 2024            |

### Легенди Ніндзяґо: Чудовисько (2025)
Серія мініепізодів, дія яких відбувається між «Кристалізованими» (останнім сезоном оригінального мультсеріалу) і першим сезоном «Повстання драконів». Розповідають про історію Кая після «Злиття». Мініепізоди вперше показали на фестивалі «Brickworld» у Чикаго 12 червня 2025 року. Пізніше, 15 червня, були опубліковані на YouTube.
| № серії | Назва серії                            | Режисер(и) | Сценарист(и)           | Оригінальна дата показу |
| ------- | -------------------------------------- | ---------- | ---------------------- | ----------------------- |
| 1       | «Стати монстром» «To Become a Monster» | Бен Марсо  | Кевін Берк і Кріс Ваят | 15 червня 2025          |
| 2       | «Павший Майстер» «Fallen Master»       | Бен Марсо  | Кевін Берк і Кріс Ваят | 15 червня 2025          |
| 3       | «Фальшиве світло» «False Light»        | Бен Марсо  | Кевін Берк і Кріс Ваят | 15 червня 2025          |

### Жахлива подорож Кая (2025)
Серія мініепізодів, події яких відбуваються після подій «Чудовиська». За сюжетом Кай оповвдає Вайлдфаєр свої подорожі країною монстрів.
| № серії | Назва серії                                 | Режисер(и) | Сценарист(и)                         | Оригінальна дата показу |
| ------- | ------------------------------------------- | ---------- | ------------------------------------ | ----------------------- |
| 1       | «Ліс зубів» «Forest of Teeth»               | Бен Марсо  | Кевін Берк і Кріс Ваят і Метт Даннер | 31 липня 2025           |
| 2       | «Руїни» «The Ruins»                         | Бен Марсо  | Кевін Берк, Кріс Ваят і Метт Даннер  | 7 серпня 2025           |
| 3       | «Королева монстрів» «Queen of the Monsters» | Бен Марсо  | Кевін Берк, Кріс Ваят і Метт Даннер  | 15 серпня 2025          |

## Оригінальне озвучення
- Майстер Ву — Пол Добсон
- Ерін — Девен Мак
- Сора — Сабріна Пітре
- Раю — Браян Драммонд
- Ллойд Ґармадон — Сем Вінсент
- Кай — Вінсент Тонг
- Джей Вокер — Майкл Адамтвейт
- Вайлдфайр — Кадзумі Еванс
- Фрак — Девід Кей
- Нія — Келлі Мецгер
- Зейн — Брент Міллер
- Коул — Ендрю Френсіс
- Піксель — Дженніфер Гейворд
- Дарет — Алан Маріотт

## Дублювання українською
Мультсеріал має два офіційних українських дубляжі.

### Netflix
Мультсеріал дубльовано студією «Так Треба Продакшн» на замовлення «Netflix» у 2023 році.
- Режисерка дубляжу — Галина Желізняк
- Перекладачка — Катерина Устинова
- Спеціалісти зі зведення звуку — Дмитро Бойко і Дмитро Скриль
- Менеджер проєкту — Сергій Ваніфатьєв

Ролі дублювали:
- Сора — Єлизавета Зіновенко
- Ерін Нівед — В'ячеслав Хостікоєв
- Ллойд — Кирило Татарченко
- Лоббо — Сергій Ладєсов
- Раптон — Олег Грищенко
- Рас, Пан Фрохікі — Михайло Кришталь
- Кай, Персіваль — Євген Лісничий
- Вайлдфайр — Катерина Брайковська
- Нія — Тетяна Руда
- Арракор, Дух Храму — Михайло Войчук
- Майстер Ву — Євген Пашин

А також: Наталія Калюжна, Володимир Терещук, Олександр Шевчук, Олена Бліннікова, Катерина Буцька, Єлизавета Мастаєва, Алекс Степаненко та інші.

### ПлюсПлюс
Мультсеріал дубльовано студією «1+1» на замовлення телеканалу «ПлюсПлюс» у 2023—2024 роках.
Оповідач — Максим Кондратюк
Ролі дублювали:
- Майстер Ву — Олег Лепенець
- Нія — Катерина Брайковська
- Ерін — Руслан Драпалюк
- Сора — Юлія Шаповал
- Бетрікс — Катерина Буцька
- Зейн — Юрій Кудрявець
- Джей — Кирило Сузанський
- Кай — Олександр Погребняк
- Коул — Володимир Гурін
- Ллойд — Арсен Шавлюк
- Вайлдфайр — Аліна Проценко
- Дух Храму — Михайло Кришталь
- Фрак — Євген Локтіонов
- Рас — Олексій Череватенко

А також: Євген Пашин, Наталія Ярошенко Ярослав Чорненький, Денис Жупник, Лідія Муращенко, Олесь Гімбаржевський, Людмила Ардельян, Дмитро Терещук, Володимир Терещук, Наталя Романько-Кисельова, Євген Лісничий, Вікторія Москаленко, Марина Локтіонова, Катерина Дягель, Вікторія Бакун та інші.